# Boulengerella xyrekes
Boulengerella xyrekes är en fiskart som beskrevs av Vari, 1995. Boulengerella xyrekes ingår i släktet Boulengerella och familjen Ctenoluciidae. IUCN kategoriserar arten globalt som livskraftig. Inga underarter finns listade.